# Microcharon coineanae
Microcharon coineanae är en kräftdjursart som beskrevs av Galhano 1970. Microcharon coineanae ingår i släktet Microcharon och familjen Microparasellidae. Inga underarter finns listade i Catalogue of Life.